# Gare de Villenouvelle
Gare de Villenouvelle – przystanek kolejowy w Villenouvelle, w departamencie Górna Garonna, w regionie Oksytania, we Francji.
Została otwarta w 1857 przez Compagnie des chemins de fer du Midi et du Canal latéral à la Garonne. Jest przystankiem kolejowym Société nationale des chemins de fer français (SNCF), obsługiwanym przez pociągi TER Midi-Pyrénées.